# Luka Špik
Luka Špik, född den 9 februari 1979 i Kranj i Slovenien, är en slovensk roddare.
Han tog OS-brons i dubbelsculler tillsammans med Iztok Čop i samband med de olympiska roddtävlingarna 2012 i London.